# Auteur gastronomique
 (novembre 2009).
 (novembre 2009).
Si vous disposez d'ouvrages ou d'articles de référence ou si vous connaissez des sites web de qualité traitant du thème abordé ici, merci de compléter l'article en donnant les références utiles à sa vérifiabilité et en les liant à la section « Notes et références ».
La littérature gastronomique regroupe les textes qui traitent de la gastronomie où art de faire bonne chère. Les auteurs gastronomiques consacrent la partie principale de leurs écrits à cette littérature. Les monographies sur la cuisine, l'art de se nourrir, les manières de tables, les plaisirs gourmands remontent à l'antiquité.

## La haute antiquité
Parmi les textes compréhensibles des 4 grands foyers de développement de l’écrite pendant la haute antiquité, le mésopotamien et le chinois témoignent d’une gastronomie complexe et raffinée, chacun à sa conception propre de l’art de la table. Dans la mythologie mésopotamienne Lajoyeuse enseigne au sauvage Enkidu à se nourrir d’aliments élaborés qui flattent le goût au lieu de manger comme un animal. En Chine, très tôt une cuisine complexe et ritualisée est régie par un souci d’harmonie cosmique qui vise au maintien de la santé. Le premier chef mythique, Péngzǔ chinois :  彭祖 aurait vécu 800 ans. 
Les gastronomies d'Occident et de Chine s'ignorent largement pendant très longtemps : le premier livre de cuisine chinoise en français, par Henri Lecourt date de 1925 , la découverte réciproque de ces deux univers gastronomiques au début du XXe siècle relève toujours du domaine de la nutrition davantage que de l'alimentation .
Pour autant, mises à part les tablettes anonymes de Yale, il ne nous reste pas d’écrits gastronomiques de ces hautes époques. A proprement parler, les auteurs gastronomies ou de cuisine de ces 4 foyers sont des chercheurs modernes, souvent du plus haut intérêt.

### Mésopotamie et Anatolie
Si la gastronomie n'a pas d'âge - les traces de gastronomie sont antérieures au néolithique  - , l'écriture en a un, c'est au Proche-Orient qu'elle apparait et avec elle les textes culinaires. Jean Bottéro fut le premier à leur consacrer un livre en 1995 où il étudie et traduit ces auteurs gastronomiques anonymes. Le Traité culinaire mésopotamien, sera suivi d'une monographie : La plus vieille cuisine du monde (2002),. L'archéologue Phyllis Pray Bober, auteur gastronomique incontestable, consacre un chapitre illustré aux Mésopotamiens dans son Art, Culture, and Cuisine: Ancient and Medieval Gastronomy (2001). La table y est riche, de pains (« Le meilleur pain de ville ne vaut pas la galette cuite sous la cendre »), de bouillons, de viandes, les modes de cuissons sont variés et les bières coulent à flots. 
« Oui, notre âme est heureuse, notre cœur en liesse !
Je vais mander brasseurs et échansons, 
Pour nous servir des flots de bière à la ronde
Quel plaisir, quel délice 
À la humer béatement ... » 
Bober décrit une cuisine raffinée, riche, grasse et aromatisée d'épices qu'il rapproche de la cuisine arabe des premiers siècles de l'islam (p.74).  Une synthèse récente montre l'importance de la gastronomie dans le lien social (banquets, amitié) et l'apport des textes pour la connaissance de cette gastronomie.

### Chine archaïque
Jacques Gernet écrit : « la sphère chinoise a fait preuve de la plus grande inventivité culinaire que toutes autres civilisation » et K. C. Chang poursuit « cette tradition culinaire est probablement la plus longue de toutes à être documentée », pour autant les origines de la culture culinaire chinoise sont difficiles à dater car largement mythiques. La gastronomie est un savoir et une pratique qui contribuent à la santé en contribuant aux grands équilibres, les saveurs et leurs accords sont pensées dans le même esprit.  

### Égypte antique
Pas d'auteurs gastronomiques identifiés, les repas formels semblent limités aux repas funéraires, « on ne peut trouver meilleur aliment que les légumes au sel » (Instruction XX du Papyrus Insinger V). 
Les textes et l’iconographie sont pauvres, il n'existe aucun livre de cuisine connu, le plus souvent les recettes et aliments relèvent des textes médicaux. Cathy K. Kaufman écrit (2006) : « la quasi absence de littérature alimentaire peut suggérer que les Égyptiens se sont moins intéressés au plaisir gastronomique et avaient des aliments plus simples que leurs contemporains mésopotamiens, dont le vocabulaire culinaire était précis et étendu, la littérature descriptive et des recettes complexes »
En revanche les fouilles, des documents administratifs, les auteurs grecs laissent voir une nourriture variée, divers types de bières et de vins (vin de raisin, de datte, de figue, de grenade), une excellente préparation de racine de lotus le korsion , les condiments sont abondants - sauf le poivre qui arrive au IIe siècle - les maisons sont équipées de fours,. Les manières de table évoluent du repas servi sur une nappe au repas sur table avec chaises. Le papyrus Leyde 348 donne une liste de métiers de bouche.

### Amérique précolombienne
Sophie D. Coe a rassemblé toutes les sources disponibles, en premier lieu les textes espagnols, pour écrire un ouvrage incontournable : America's First Cuisines, Austin TX, 1994 (non traduit). Elle traite de la cuisine et des repas des Aztèques (les mieux connus), Maya Ancient Maya cuisine, et aussi des Incas Cocina andina .

## Discours gastronomiques auXIXesiècle
- La Physiologie du goût de Brillat-Savarin
- Le Manuel des Amphitryons (1808) de Grimod de la Reynière
- Dumas père et la « gastrophisation »
- Philippe Cauderlier, traiteur et cuisinier à Gand.

## Discours gastronomiques auXXesiècle
- Les lettres du Club des Cent, 1912-1990.
- La Vie et la passion de Dodin-Bouffant, gourmet par Marcel Rouff
- Le Festin de Babette, ouvrage, puis film

## Quelques auteurs gastronomiques
- Alexandre Dumas
- Edmond Sailland dit Curnonsky
- Christophe Felder
- Jean-Pierre Coffe
- Kilien Stengel